# Trentepohlia (Paramongoma) nigeriensis
Trentepohlia (Paramongoma) nigeriensis is een tweevleugelige uit de familie steltmuggen (Limoniidae). De soort komt voor in het Afrotropisch gebied.